# クロイロコウガイビル
クロイロコウガイビル（Bipalium fuscatum）は、コウガイビルの一種。

## 記載
1857年にウィリアム・スティンプソンにより記載された。この個体は日本の中部地方で見つかった個体であった。しかし、この際の標本は1871年に失われた。

## 形態
髪をすく笄（コウガイ）に似て頭部はイチョウの葉形に広がる。特徴的な黒い光沢を放つ胴体を持ち、体型は細長く、体長は100 - 200ミリメートル程度。頭部に多数の眼点を持つ。

## 分布
日本においては本州を中心に分布。主に住宅街や堤防、排水路で見られる。また、日本国外にも分布している。

## 生態
地表面の湿った場所を好み、腹面中央部に開いた口で小型昆虫やナメクジ、カタツムリを餌にする。そのためガーデニングにおいては益虫とみなされることもあるが、土を耕すミミズも捕食するため煙たがられる場合もある。いずれにせよ本種はプラナリアの一種であり、ヒルと呼ぶが吸血性のヒルとは別の動物である。故に吸血することは無い。

## 利用
他のプラナリアと同じく再生能力を持つため、実験材料として利用される。